# Qian'an, Songyuan
Qian'an, tidigare stavat Kienan, är ett härad som lyder under Songyuans stad på prefekturnivå i Jilin-provinsen i nordöstra Kina. Det ligger mkring 140 kilometer nordväst om provinshuvudstaden Changchun.